# Santiago Veros
Santiago Veros (10 de marzo de 1990) es un compositor argentino de música coral con sede en Ciudad Jardín Lomas del Palomar, Buenos Aires, Argentina. Bajo el lema de unir a las personas a través del canto coral, Santiago ha escrito gran cantidad de obras de concientización social. Antes de cumplir sus 30 años ya había dado varias giras internacionales presentando  obras. A su vez, cuenta con grabaciones efectuadas por coros de gran renombre a nivel mundial. Actualmente su música es cantada en todos los continentes y recientemente ha dado a conocer de modo oficial su alianza con el emblemático poeta americano, Anthony Silvestri para crear sus próximas obras.

## Biografía
A los 7 años comenzó sus estudios musicales y a los 18 años (en 2008) se trasladó a La Plata para estudiar Composición en la Facultad de Bellas Artes (UNLP). Según cuenta Santiago en una entrevista dada en Uruguay, su interés por la música coral y por las voces en general comienzan tras afrontar una dificultad en el habla. En esa misma entrevista cuenta que su afán de superación y de perfeccionar el habla lo llevó a la voz cantada.

## Primeros años
Su carrera como compositor profesional comenzó en 2013 escribiendo música coral para el coro de niños del municipio de Pilar en Buenos Aires. Durante ese año Veros escribiría emblemáticas obras como “Alleluia”, haría una revisión de la que luego sería una de sus mejores piezas llamada “Almas de Barro” —pieza escrita en 2009—, un arreglo de “Dónde Caen los Sueños” de León Gieco, otro arreglo de Pedro Guerra sobre el tema “Te echo de menos” además de muchas piezas cortas a dos voces.  A su vez, comenzó a publicar con gran regularidad sus obras en redes sociales como Facebook y rápidamente cobró notoriedad en el mundo de la música coral. En 2014 recibe la petición de 2 obras por parte del conjunto chileno Tersum Canticum. Ahí es cuando Santiago comienza a escribir “El Mar” - Que más tarde rebautizada como “Cuando Neruda Soñó”- y “New”. Ese mismo año le solicitan una obra para la competencia "Beneco Chorale" en Filipinas, dando a conocer su compleja obra llamada “Gotas”, una pieza que rememora lo acontecido en la Inundación en La Plata de 2013.

## Carrera profesional
Desde 2015 a 2017 Santiago comienza su periodo de internacionalización. Su compleja escritura es bien recibida en Estados Unidos dónde el coro Texas A&M University-Corpus Christi estrena su obra “Entre Humanos” y el coro CANTALA Lawrence University women's choir, ubicado en Wisconsin y considerado uno de los mejores coros femeninos del mundo, interpreta su “O Magnum Mysterium”. Pieza que un año más tarde sería interpretada en Taiwán por el coro masculino Chien-Kuo High School Choir. Para despedir el 2017, el coro Amici de Lumine realiza una interpretación de “Cuando Neruda Soñó” en Ciudad del Cabo. Al año siguiente el compositor realiza esa misma pieza en formato de coro virtual uniendo a personas de todo el mundo en un mismo video.
En 2018 Santiago Veros dicta cursos de capacitación superior en Uruguay y se convierte en el primer compositor latinoamericano en escribir música para el festival coral más grande del mundo; el festival "Europa Cantat 2018 Tallin, Estonia". Allí estrenó su obra “Almas de Barro” interpretada por el coro chipriota Cantus Novus Femina bajo la dirección de Angelina Nicolaidou. Un mes más tarde, Santiago presentará por primera vez una obra en Argentina, y será la versión a 10 voces de "Alleluia". Este emotivo acto es realizado por el  Vocal de Cámara Platense dirigido por Fernando Tomé en la Ciudad de La Plata. En noviembre de ese año el ECU Choir estrena “The Secret of Life” en el estado de Texas. Esta obra habría sido el resultado de un encargo fallido con el director Brady R. Allred quién conoce a Santiago en el Simposio coral de Barcelona en 2017 y le pide que escriba esta pieza.

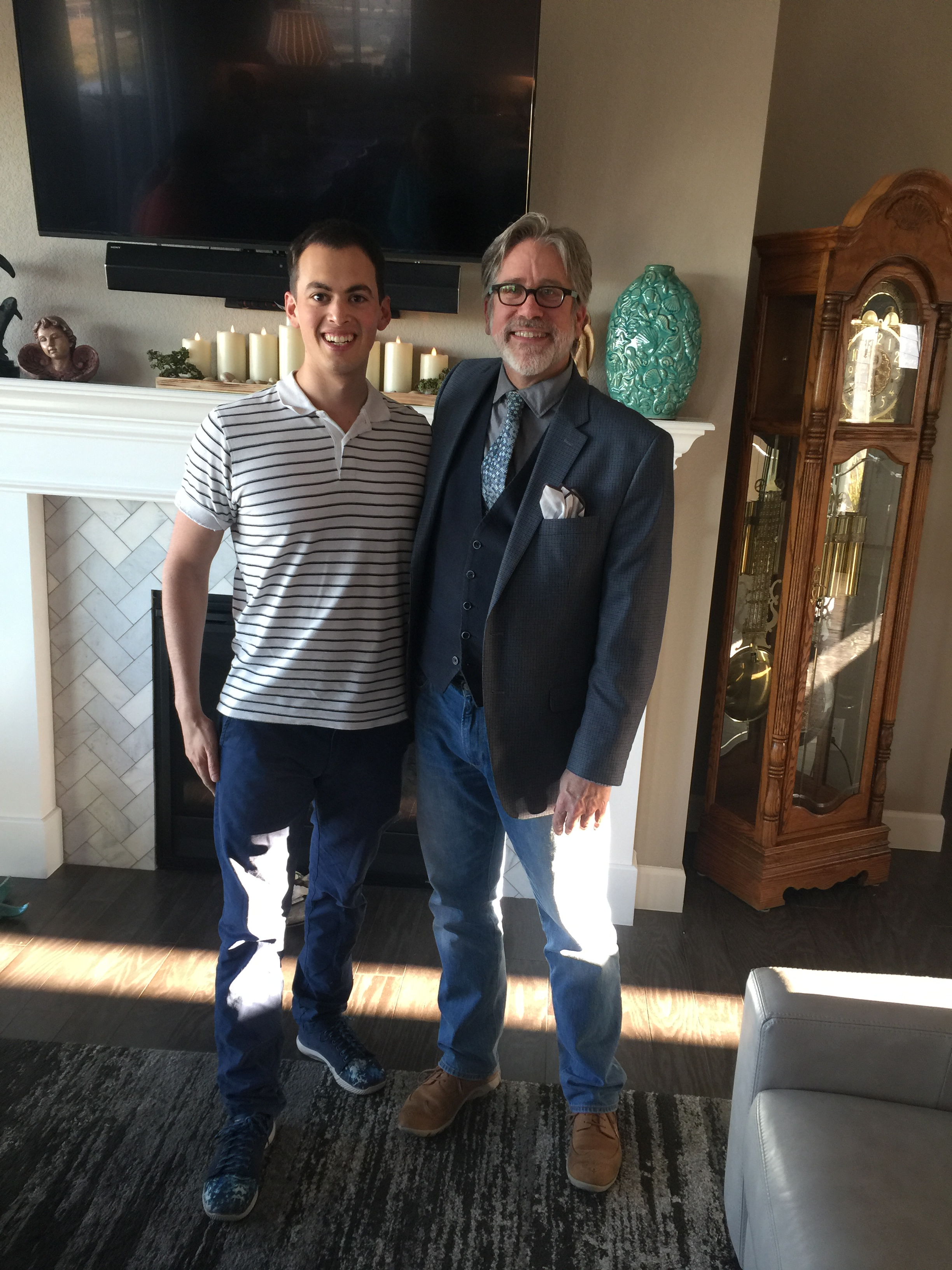
Santiago Veros y Anthony Silvestri se reúnen en persona por primera vez en la ciudad de Denver, USA durante octubre del 2019.

Durante 2019 Santiago tiene una explosión creativa. Es entonces cuando comienza su alianza con Charles Anthony Silvestri, un poeta coral mundialmente conocido por haber escrito el poema de Sleep  con Eric Whitacre y por sus colaboraciones en varias obras con el compositor Ola Gjeilo. Así es como Veros y Silvestri comienzan a trabajar en "Incertitude", una pieza que es publicada en febrero de ese año por Music Spoke en la American Choral Directors Association conference. Más tarde esta unión trae a la vida a "Radiance", la pieza más extensa que el compositor ha escrito hasta la fecha. El poema de esta última pieza sirve de inspiración para que Santiago escriba el texto y la música de “La Magia del Río”, pieza que llevará al artista a viajar a Chipre.
Durante su estadía a Chipre Veros trabaja con el ya mencionado coro Cantus Novus Femina y a la vez dirige piezas en el festival Choral Ethno Crossroads. Entre sus tareas estuvo la de proveer repertorio para dicho festival y realizar conciertos. Es bajo este marco cuando ensayan la obra "La Magia del Río", pieza que habla sobre la hermandad y el poder de la unión entre los humanos. Lo más reciente que el compositor ha anunciado en sus redes sociales es el viaje a Denver para el estreno de "Radiance" por parte del coro Cherry Greek Chorale. Su última presentación en vivo antes de la pandemia fue el estreno de “Human” en la ACDA conference en Rochester, New York durante marzo del 2020.